# Цюренко Анатолій Миколайович
Анато́лій Микола́йович Цюре́нко (28 червня 1986) — капітан Збройних сил України, 95-та окрема аеромобільна бригада. Проживає в Житомирі.
Брав активну участь у боях з перших днів бойових дій. 12 червня 2014 в бою з бойовиками зазнав легкого поранення.

## Нагороди
14 серпня 2014 року за особисту мужність і героїзм, виявлені у захисті державного суверенітету та територіальної цілісності України, нагороджений орденом «За мужність» III ступеня.
23 квітня 2015 року за особисту мужність і високий професіоналізм, виявлені у захисті державного суверенітету та територіальної цілісності України, вірність військовій присязі капітан Анатолій Цюренко нагороджений орденом Богдана Хмельницького ІІІ ступеня.